# مدارهای الکتریکی فشرده
مدارهای الکتریکی فشرده، از به هم پیوستن عناصر فشرده ایجاد می‌شود. زمانی که طول مدار، از لحاظ الکتریکی نسبت به طول موج میدان الکتریکی و میدان مغناطیسی کمتر باشد، مدار را مدار فشرده می‌نامیم. بنابراین مدارهای فشرده، فرکانس‌های محدودی دارند.
مزیت مدارهای فشرده نسبت به مدارهای گسترده:
در تعیین کمیت‌های اصلی مدار مشخص می‌گردد. در مدارهای گسترده، مجهول، با حل معادلات ماکسول تعیین می‌شود؛ در حالی که در مدارهای فشرده، مجهول، که دو کمیت ولتاژ و جریان است، از طریق قانون‌های مداری کیرشهف به دست می‌آید. 
بنابراین تعیین کمیت‌های مدارهای فشرده، ساده‌تر است.